# CoAP

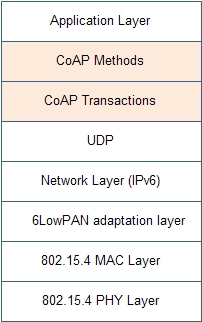
Fig.1 Estructura protocol CoAP

CoAP (acrònim anglès de Constrained Application Protocol) és un protocol de la capa d'aplicació d'internet per a dispositius amb recursos restringits. CoAP permet que dispositius amb pocs recursos es puguin comunicar amb qualsevol node d'internet. CoAP és un protocol de capa d'aplicació dirigit a la internet de les coses.

## Propietats
- El nucli del protocol està basat en l'especificació internet RFC 7252 realitzada per The Internet Engineering Task Force (IETF).
- L'eficiència de la comunicació és molt important, per tant CoAP utilitza el protocol de transport UDP. Els errors i reintents de missatges es gestionen des de la capa d'aplicació.
- COAP és un protocol que segueix el model client/servidor.
- Opcionalment empra la seguretat DTLS (Datagram Transport Layer Security) que és la implementació del protocol SSL sobre el protocol UDP.[4]

## Implementacions
| Nom                            | Llenguatge de programació   | Versió CoAP implementada            | Client/Servidor                                 | Funcionalitats CoAP implenatades                                          | Llicència          | Enllaç |
| ------------------------------ | --------------------------- | ----------------------------------- | ----------------------------------------------- | ------------------------------------------------------------------------- | ------------------ | --- |
| aiocoap                        | Python 3                    | RFC 7252                            | Client + Server                                 | Blockwise Transfers, Observe (parcial)                                    | MIT                | https://pypi.python.org/pypi/aiocoap                                                                            |
| Californium                    | Java                        | RFC 7252                            | Client + Server                                 | Observe, Blockwise Transfers, DTLS                                        | EPL+EDL            | https://www.eclipse.org/californium                                                                             |
| cantcoap                       | C++/C                       | RFC 7252                            | Client + Server                                 |                                                                           | BSD                | https://github.com/staropram/cantcoap                                                                           |
| Canopus                        | Go                          | RFC 7252                            | Client + Server                                 | Core                                                                      | Apache License 2.0 | https://github.com/zubairhamed/canopus                                                                          |
| CoAP implementation for Go     | Go                          | RFC 7252                            | Client + Server                                 | Core + Draft Subscribe                                                    | MIT                | https://github.com/dustin/go-coap                                                                               |
| CoAP.NET                       | C#                          | RFC 7252, coap-13, coap-08, coap-03 | Client + Server                                 | Core, Observe, Blockwise Transfers                                        | 3-clause BSD       | https://github.com/smeshlink/CoAP.NET                                                                           |
| CoAPSharp                      | C#, .NET                    | RFC 7252                            | Client + Server                                 | Core, Observe, Block, RD                                                  | LGPL               | http://www.coapsharp.com                                                                                        |
| CoAPthon                       | Python                      | RFC 7252                            | Client + Server + Forward Proxy + Reverse Proxy | Observe, Multicast server discovery, CoRE Link Format parsing, Block-wise | MIT                | https://github.com/Tanganelli/CoAPthon                                                                          |
| Copper                         | JavaScript (Browser Plugin) | RFC 7252                            | Client                                          | Observe, Blockwise Transfers                                              | 3-clause BSD       | https://github.com/mkovatsc/Copper https://addons.mozilla.org/firefox/addon/copper-270430/%5BEnllaç+no+actiu%5D |
| eCoAP                          | C                           | RFC 7252                            | Client + Server                                 | Core                                                                      | MIT                | https://gitlab.com/jobol/ecoap                                                                                  |
| Erbium for Contiki             | C                           | RFC 7252                            | Client + Server                                 | Observe, Blockwise Transfers                                              | 3-clause BSD       | http://www.contiki-os.org/ (er-rest-example)                                                                    |
| iCoAP                          | Objective-C                 | RFC 7252                            | Client                                          | Core, Observe, Blockwise Transfers                                        | MIT                | https://github.com/stuffrabbit/iCoAP                                                                            |
| jCoAP                          | Java                        | RFC 7252                            | Client + Server                                 | Observe, Blockwise Transfers                                              | Apache License 2.0 | https://code.google.cat/p/jcoap/%5BEnllaç+no+actiu%5D                                                           |
| libcoap                        | C                           | RFC 7252                            | Client + Server                                 | Observe, Blockwise Transfers, DTLS                                        | BSD/GPL            | http://sourceforge.net/projects/libcoap/develop                                                                 |
| LibNyoci                       | C                           | RFC 7252                            | Client + Server                                 | Core, Observe, Block, DTLS                                                | MIT                | https://github.com/darconeous/libnyoci                                                                          |
| lobaro-coap                    | C                           | RFC 7252                            | Client + Server                                 | Observe, Blockwise Transfers                                              | MIT                | http://www.lobaro.com/lobaro-coap                                                                               |
| microcoap                      | C                           | RFC 7252                            | Client + Server                                 |                                                                           | MIT                | https://github.com/1248/microcoap                                                                               |
| nCoap                          | Java                        | RFC 7252                            | Client + Server                                 | Observe, Blockwise Transfers, CoRE Link Format, Endpoint-ID-Draft         | BSD                | https://github.com/okleine/nCoAP                                                                                |
| node-coap                      | Javascript                  | RFC 7252                            | Client + Server                                 | Core, Observe, Block                                                      | MIT                | https://github.com/mcollina/node-coap                                                                           |
| Ruby coap                      | Ruby                        | RFC 7252                            | Client + Server (david)                         | Core, Observe, Block, RD                                                  | MIT, GPL           | https://github.com/nning/coap https://github.com/nning/david                                                    |
| Sensinode C Device Library     | C                           | RFC 7252                            | Client + Server                                 | Core, Observe, Block, RD                                                  | Comercial          | https://silver.arm.com/browse/SEN00                                                                             |
| Sensinode Java Device Library  | Java SE                     | RFC 7252                            | Client + Server                                 | Core, Observe, Block, RD                                                  | Comercial          | https://silver.arm.com/browse/SEN00                                                                             |
| Sensinode NanoService Platform | Java SE                     | RFC 7252                            | Cloud Server                                    | Core, Observe, Block, RD                                                  | Comercial          | https://silver.arm.com/browse/SEN00                                                                             |
| SwiftCoAP                      | Swift                       | RFC 7252                            | Client + Server                                 | Core, Observe, Blockwise Transfers                                        | MIT                | https://github.com/stuffrabbit/SwiftCoAP                                                                        |
| TinyOS CoapBlip                | nesC/C                      | coap-13                             | Client + Server                                 | Observe, Blockwise Transfers                                              | BSD                | http://docs.tinyos.net/tinywiki/index.php/CoAP Arxivat 2013-03-12 a Wayback Machine.                            |
| txThings                       | Python (Twisted)            | RFC 7252                            | Client + Server                                 | Blockwise Transfers, Observe (partial)                                    | MIT                | https://github.com/mwasilak/txThings/                                                                           |
| FreeCoAP                       | C                           | RFC 7252                            | Client + Server + HTTP/CoAP Proxy               | Core, DTLS, Blockwise Transfers                                           | BSD                | http://www.freecoap.org Arxivat 2017-03-24 a Wayback Machine.                                                   |
| coap-rs                        | Rust                        | RFC 7252                            | Client + Server                                 |                                                                           | MIT                | https://github.com/Covertness/coap-rs                                                                           |

## Comunicacions en grup amb CoAP
En moltes aplicacions CoAP és essencial de tenir la possibilitat de comunicar-se amb diferents nodes al mateix temps (per exemple per apagar o encendre totes les llums alhora). CoAP solventa aquesta necessitat amb unes extensions definides en la recomanació RFC 7390 que implementa una difusió múltiple (multicast) a tots els nodes del grup.